# 토리이 카논
토리이 카논(鳥居 花音)은 일본의 성우이다. 주로 성인물 게임에서 많이 활동했지만 2004년 은퇴했다.

## 출연작

### OVA
2000년
- 트라이앵글 하트 2 여름(시이나 유우히)

2001년
- 트라앵글 하트 2 가을(시이나 유우히)

2002년
- 트라이앵글 하트 2 겨울(시이나 유우히)

2003년
- 스이카(시라카와 사야카, 미나세 사요)
- 트라이앵글 하트 3 ~Sweet Song Foever~(죠우시마 아키라)

### 게임
2002년
- D.C. 다카포(아사쿠라 네무)

2004년
- D.C 다카포 Plus Communication(아사쿠라 네무)